# Archaster
Az Archaster a tengericsillagok (Asteroidea) osztályába és a Valvatida rendjébe tartozik, ezen belül az Archasteridae család egyetlen neme.
Korábban egyéb nemek és alcsaládok is ide tartoztak, azonban azokat idővel átsorolták más tengericsillag családokba.

## Rendszerezés
A nembe az alábbi 3 faj tartozik:
- Archaster angulatus Müller & Troschel, 1842
- Archaster lorioli Sukarno & Jangoux, 1977
- Archaster typicus Müller & Troschel, 1840 - típusfaj